# Parathous
Parathous là một chi bọ cánh cứng trong họ 
Elateridae.
Chi này được miêu tả khoa học năm 1918 bởi Fleutiaux.

## Các loài
Các loài trong chi này gồm:
- Parathous sanguineus Fleutiaux, 1918
- Parathous sulcicollis (Miwa, 1928)